# Scriptorium

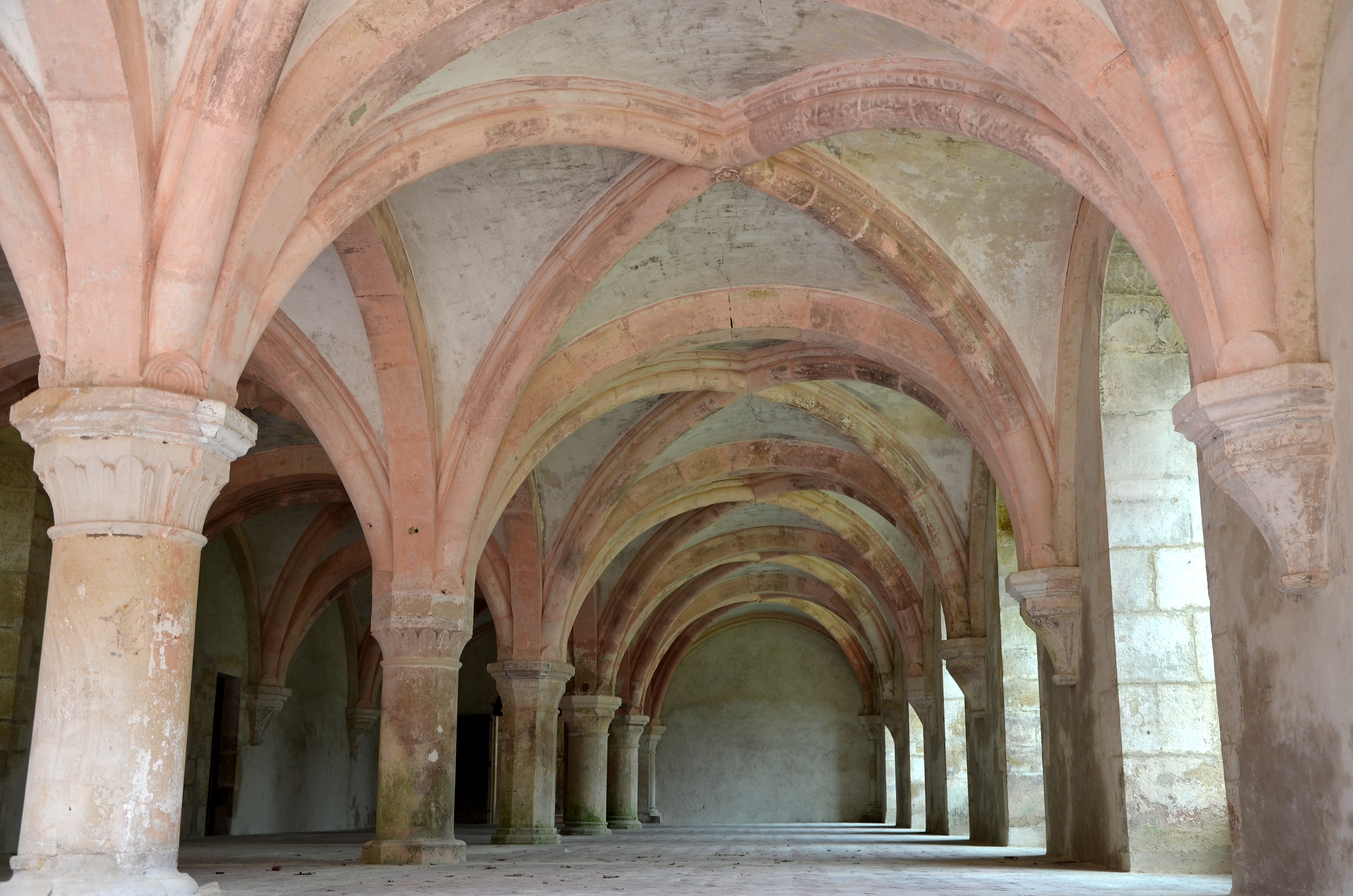
Monnikenzaal in de Abdij van Fontenay in Frankrijk, onder meer gebruikt als scriptorium

Een scriptorium was de ruimte in een klooster, waar monniken teksten en boeken overschreven en vertaalden. Bij uitbreiding wordt de term ook gebruikt om de gezamenlijke kopiisten van een klooster, hun werk, en hun stijl aan te duiden, bijvoorbeeld 'het scriptorium van Winchester abbey'. Een scriptorium is dan zowel de kloosterruimte waar handschriften werden vervaardigd en gekopieerd, als de typerende karakteristieken van de producenten en de vervaardigde kopieën.

## Ontstaan
Met de verspreiding van het christendom en de abdijen groeide de vraag naar boeken met de Heilige Schriften. Het was een van de belangrijke taken van de monastieke huizen (kloosters) om in deze behoefte te voorzien. Met het ontstaan en de verspreiding van de abdijen in het westen vanaf de vierde eeuw, kwam ook de boekproductie op gang. Benedictus van Nursia stichtte in de zesde eeuw de Abdij van Montecassino en schreef in de Benedictijnse kloosterregel die hij opstelde, de regelmatige lectuur van de Heilige Schriften voor. Een bibliotheek samenstellen was daarom noodzakelijk. Tijdens de Karolingische renaissance, toen de interesse opkwam voor de kennis en wetenschap die men in de antieke teksten kon vinden, kende de schrijfactiviteit een grote bloei. In die periode werden een aantal 'scriptoria' zoals die van Bobbio, Saint-Martin de Tours, Corbie, St. Gallen en St. Albans befaamd om hun activiteit.

## De ruimte
Een scriptorium was niet per definitie een grote zaal met een menigte monniken die bezig zijn met het kopiëren van handschriften. Op diverse middeleeuwse kloosterplannen is er geen scriptorium te vinden, in deze kloosters werden de kopiisten ondergebracht waar het zo uitkwam, bijvoorbeeld in kloosternissen, in de bibliotheek of bij het calefactorium. Sommige kloosters hadden wel een aparte ruimte. Zo had het klooster Vivarium, gesticht door Cassiodorus tussen 532 en 552, volgens de getuigenis van de stichter zelf, een als schrijfruimte of scriptorium ingericht vertrek, naar het voorbeeld van wat hij in Byzantium had gezien.

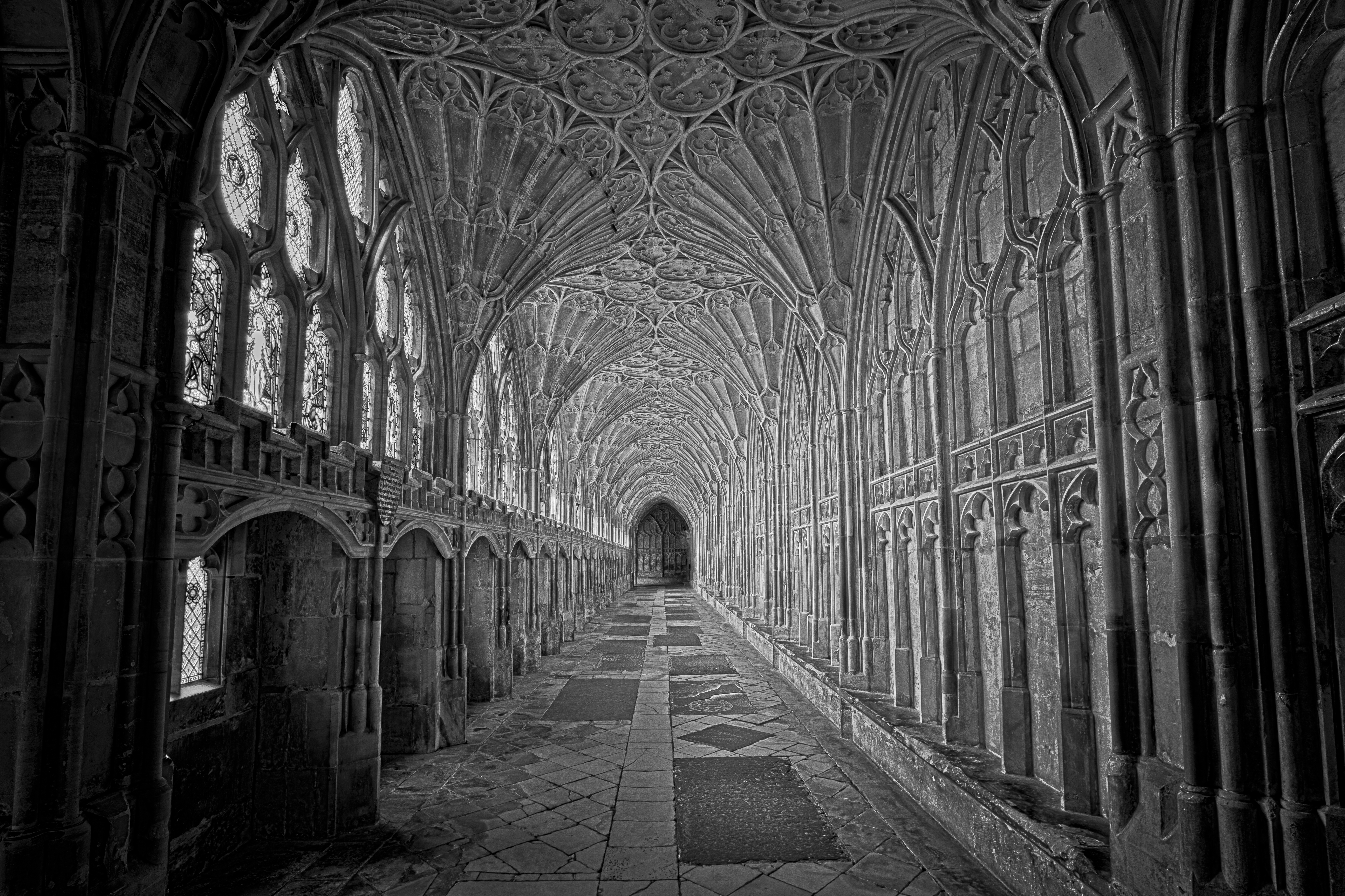
Carrels in de kloostergang van Gloucester Abbey

Elk klooster zocht zijn eigen oplossing. Bij de benedictijnen komt men regelmatig een afgesloten, als scriptorium ingerichte ruimte tegen, maar de cisterciënzers en kartuizers pakten het anders aan. De cisterciënzers maakten gebruik van de monnikenzaal, meestal gelegen in het verlengde van de kapittelzaal en onder het dormitorium, voor binnenactiviteiten, waaronder het kopiëren van handschriften, bijvoorbeeld in Fontenay. Ook het calefactorium werd bij de cisterciënzers hiervoor gebruikt, zoals nog is te zien in de abdijen van Senanque en Silvacane in de Provence. De kartuizers, die de verplichting kenden van een algehele kloosterstilte, opteerden voor individuele cellen met meubilair en materiaal om het kopieerwerk mogelijk te maken. Het inrichten van een schrijfplaats in kloosternissen was typisch voor het Engeland van de late middeleeuwen. In de noordelijke kloostergang van de abdij van Durham, bevonden zich 33 van deze zogenoemde carrels. In de zuidelijke kloostergang van Gloucester Abbey waren stenen carrels gebouwd.
Een klooster van enige betekenis kon op den duur een scriptorium met veertig kopiisten hebben, die met hun werk een belangrijke bron van inkomsten konden vormen door het leveren van handschriften en onderwijs aan de adel en welgestelde kooplieden. De productie van een kopiist bedroeg gemiddeld twee boeken per jaar.